# Trebatice
Trebatice és un poble i municipi d'Eslovàquia que es troba a la regió de Trnava, a l'oest del país. El 2023 tenia 1.338 habitants.

## Història
La vila fou fundada el 1113.

## Demografia
| Godina             | 1994 | 2004   | 2014    | 2024   |
| ------------------ | ---- | ------ | ------- | ------ |
| Nombre de persones | 1218 | 1237   | 1369    | 1352   |
| Diferència         |      | +1,55% | +10,67% | −1,24% |

| Godina             | 2023 | 2024   |
| ------------------ | ---- | ------ |
| Nombre de persones | 1338 | 1352   |
| Diferència         |      | +1,04% |